# Вахим
40°44′19″ пн. ш. 72°3′15″ сх. д. / 40.73861° пн. ш. 72.05417° сх. д.
Вахим (узб. Вахим, Vaxim) — міське селище в Узбекистані, в Шахриханському районі Андижанської області.
Розташоване у Ферганській долині, за 3 км на північ від Шахрихана. Північне передмістя Шахрихана. Через Вахим проходить автошлях Шахрихан—Коштепасарай—Чинабад.
Населення 2,0 тис. мешканців (1990). Статус міського селища з 2009 року.